# Смелый (Краснодарский край)
Смелый — посёлок в Ленинградском районе Краснодарского края Российской Федерации.
Входит в состав Восточного сельского поселения.

## География

### Улицы
- ул. Набережная.

## Население
| 2002 | 2010 |
| ---- | ---- |
| 51   | ↘49  |